# Včela celebeská
Včela celebeská (Apis nigrocincta Smith, 1861) je samostatný druh včely zařazený do skupiny (podrodu) Apis sensu stricto. Kdysi byl pokládán za pouhý poddruh včely východní. Morfologické odlišnosti na genitáliích trubce činí však z této včely samostatný druh.
Včela celebeská se vyskytuje pouze na jihovýchodním výběžku ostrova Sulawesi. Dříve se v českém geografickém názvosloví používal pro zmíněný ostrov název „Celebes“. V češtině už vžitý termín se stal podkladem pro české druhové jméno této včely.